# Jack Montrose
Jack Montrose, auch „West Coast Jack“ (* 30. Dezember 1928 in Detroit; † 7. Februar 2006 in Las Vegas), war ein amerikanischer Tenorsaxophonist und Arrangeur des West Coast Jazz. Er spielte mit Chet Baker, Art Pepper, Shorty Rogers und Shelly Manne.
Am Anfang seiner musikalischen Laufbahn arbeitete Montrose mit Jerry Gray 1953 und in Art Peppers Quintett 1954. Seitdem war er „freelance“ als Tenorsaxophonist und Arrangeur an der Westküste der USA tätig, arbeitete mit Chet Baker, Bob Gordon, John Grass, Lennie Niehaus, Shorty Rogers, nahm aber auch mit den Sängern Mel Tormé und Abbey Lincoln Platten auf. Unter eigenem Namen nahm er mehrere Alben mit Red Norvo und Jim Hall auf; seine relative Erfolglosigkeit zwang ihn schließlich, aus der Jazzszene auszusteigen und in den Casinos von Las Vegas zu spielen.

Erst 1977 nahm er wieder Jazzmusik auf und spielte seit 1986 mehrere Alben mit Pete Jolly ein.
Jack Montrose ist nicht zu verwechseln mit dem Tenorsaxophonisten J. R. Monterose.

## Ausgewählte Diskografie
- Shelly Manne & His Men: Concerto for Clarinet & Combo (Contemporary, 1957)
- Blues And Vanilla (RCA Victor, 1957) mit Red Norvo, Shelly Manne, Jim Hall
- The Horn’s Full (RCA Victor, 1957) mit Red Norvo, Jim Hall, Barney Kessel, Mel Lewis
- The Jack Montrose/Pete Jolly Quartet: Plays David Holt: Better Late Than Never (1985), mit Chuck Berghofer, Nick Martinis (d)

```
	Hollywood, CA, 1985
```